# 愛・GIRI GIRI
「愛・GIRI GIRI」（あい・ギリギリ）は、1980年3月にリリースされた日本のアイドルグループ、ピンク・レディーの17枚目のシングルである。

## 概要
当時、ピンク・レディーはアメリカ進出中で、この曲が日本のテレビではあまり歌われることがなかった。
テレビ番組で当時歌われた時は、振付なしの直立不動状態で歌っていた。2003年から2005年まで期間限定で行われたメモリアルコンサートのVol.2にて完全新振付で披露された。振り付けを担当したのはKABA.ちゃん。

## 収録曲
1. 愛・GIRI GIRI
作詞：伊達歩／作曲：小田裕一郎／編曲：川上了
2. 秘密のパラダイス
作詞：伊達歩／作曲：小田裕一郎／編曲：川上了